# Nu Andromedae
Nu Andromedae este o stea din constelația Andromeda.